# Минология на Василий II
Минология на Василий II (Menologium of Basil II) е главно произведение от византийското изкуство. Това е ръкопис, синаксар, създаден за император Василий II (976 – 1025). Съдържа 430 миниатюри на златна основа, написани на пергамент на гръцки език и се намира днес в Ватиканската библиотека, сигнатура: Vaticanus graecus 1613 (Vat. gr. 1613).